# Sam Thompson (beisbolista)
Samuel Luther Thompson (Danville, Indiana, 5 de marzo de 1860-Detroit, Míchigan, 7 de noviembre de 1922), más conocido como Sam Thompson, fue un jugador profesional estadounidense de béisbol que se desempeñó en la posición de jardinero derecho en las Grandes Ligas de Béisbol (MLB). Es miembro del Salón de la Fama del Béisbol.

## Carrera
Thompson jugó como profesional cuatro temporadas en Detroit Wolverines (1885-1888), después pasó a Philadelphia Phillies (1889-1898), luego se unió a Detroit Tigers, donde jugó una temporada (1906), y fue el equipo en el que se retiró.

## Reconocimiento
En 1974, ingresó como miembro al Salón de la Fama del Béisbol.